# Wolfershof
Wolfershof ist ein Gemeindeteil der Gemeinde Burk im Landkreis Ansbach (Mittelfranken, Bayern). Wolfershof liegt in der Gemarkung Meierndorf.

## Geographie
Die Einöde ist von Wald umgeben. 200 Meter weiter südlich fließt der Himmelreichbach, ein linker Zufluss des Flinsbachs, der wiederum ein rechter Zufluss der Wieseth ist. Ein Anliegerweg führt zu einer Gemeindeverbindungsstraße (0,2 km östlich), die nach Meierndorf (0,8 km südöstlich) bzw. nach Zimmersdorf verläuft (0,9 km nordwestlich).

## Geschichte
Laut einer Urkunde von 1332 erhielt das Kloster Heilsbronn in „Wolframshof“ Gefälle von einem Hof und drei Lehen, die von Peter Meinwart und Ulrich dem Fricken von Oettingen, Herrn Meinwart des Ritters Söhnen, an Heinrich Woltzhover, Bürger in Abenberg, verkauft und von diesem dem Kloster geschenkt wurden. Dies ist zugleich die erste urkundliche Erwähnung des Ortes.
Die Fraisch war zwischen den ansbachischen Oberämtern Feuchtwangen und Wassertrüdingen umstritten. Der Hof hatte das Verwalteramt Waizendorf als Grundherrn, das bis zur Säkularisierung des Klosters ein Amt ebendesselben war. 1783 wurde der Hof in zwei Halbhöfe zerschlagen. Von 1797 bis 1808 gehörte der Ort zum Justiz- und Kammeramt Wassertrüdingen.
Infolge des Gemeindeedikts wurde Wolfershof dem 1809 gebildeten Steuerdistrikt und der Ruralgemeinde Burk zugewiesen. Mit dem Zweiten Gemeindeedikt (1818) entstand die Ruralgemeinde Meierndorf, an die der Ort überwiesen wurde. Bereits 1849 wurde diese Gemeinde wieder nach Burk eingegliedert.

### Einwohnerentwicklung
| Jahr      | 001818 | 001840 | 001861 | 001871 | 001885 | 001900 | 001925 | 001950 | 001961 | 001970 | 001987 | 002018 | 002019 | 002020 | 002023 |
| Einwohner | 14     | 15     | *20    | 10     | 11     | 4      | 9      | 6      | 9      | 10     | 4      | 5      | 4      | 4      | 4      |
| Häuser    | 3      | 2      |        |        | 2      | 2      | 2      | 2      | 2      |        | 1      | 1      | 1      | 1      | 1      |
| Quelle    | [ 15 ] | [ 16 ] | [ 17 ] | [ 18 ] | [ 19 ] | [ 20 ] | [ 21 ] | [ 22 ] | [ 23 ] | [ 24 ] | [ 25 ] |        | [ 1 ]  |        | [ 1 ]  |

## Religion
Der Ort ist seit der Reformation evangelisch-lutherisch geprägt und bis heute nach St. Wenzeslaus (Wieseth) gepfarrt. Die Einwohner römisch-katholischer Konfession sind nach Herz Jesu (Bechhofen) gepfarrt.